# Ernst Kreidel
Ernst Adolph Kreidel (* 14. September 1863 in Pleß/Oberschlesien; † 12. Dezember 1916 in Konitz) war ein deutscher Verwaltungsbeamter.

## Leben
Ernst Kreidel studierte Rechtswissenschaften an der Eberhard Karls Universität Tübingen. 1884 wurde er Mitglied des Corps Rhenania Tübingen. Nach dem Studium trat er in den preußischen Staatsdienst ein. Von 1892 bis 1893 absolvierte er das Regierungsreferendariat bei der Regierung in Stettin. Von 1901 bis zu seinem Tod 1916 war er Landrat des Kreises Konitz.